# Béla Balázs
Béla Balázs, původním jménem Herbert Bauer (4. srpna 1884, Szeged – 17. května 1949 Budapešť), byl maďarský spisovatel a filmový teoretik.
Narodil se v asimilované židovské rodině. Jeho otec Simon Bauer byl pedagog a filolog. Vystudoval maďarštinu a němčinu na Univerzitě Loránda Eötvöse. Zajímal se o lidovou hudbu a spolupracoval se skladateli Zoltánem Kodálym a Bélou Bartókem. Je autorem libreta k opeře Modrovousův hrad a baletu Dřevěný princ, psal také poezii, pohádky a divadelní hry.
V době první světové války byl spolu s Györgyem Lukácsem organizátorem budapešťského diskusního klubu Nedělní kroužek. V roce 1919 podpořil Maďarskou republiku rad a po jejím pádu emigroval do Rakouska. Zde vydal knihu Viditelný člověk, která položila základy formalistické teorie filmu.
Od roku 1926 žil v Berlíně. Vstoupil do Komunistické strany Německa, stal se uznávaným filmovým kritikem a scenáristou a spolupracoval s Leni Riefenstahlovou na filmu Modré světlo. V letech 1933 až 1945 pobýval v Sovětském svazu a redigoval exilový časopis Új Hang. Po válce se vrátil do Maďarska, kde založil filmovou akademii a napsal scénář k úspěšnému neorealistickému filmu Někde v Evropě, který režíroval Géza von Radványi. Krátce před smrtí mu byla udělena Kossuthova cena. Je pochován na budapešťském hřbitově Kerepesi.
Česky vyšla kniha Balázsových pohádek Opravdový blankyt (SNDK 1958, překlad Arno Kraus).